# Rue Georges-Picot
La rue Georges-Picot est une voie marseillaise située dans le 10e arrondissement de Marseille. 

## Situation et accès
Elle est sans issue sur ses deux extrémités mais croise l'avenue Benjamin-Delessert.

## Origine du nom
Elle est baptisée en hommage à Georges Picot.